# 葉敏 (明朝)
葉敏（1432年—？），字汝行，廣東廣州府南海縣人，明朝政治人物。進士出身。

## 生平
廣東鄉試第十名。天順元年（1457年）丁丑科會試第二百八十六名，殿試登進士第二甲第四十九名。

## 家族
曾祖葉祖榮。祖父葉觀如。父亲葉武昌。